# Dörrensolz

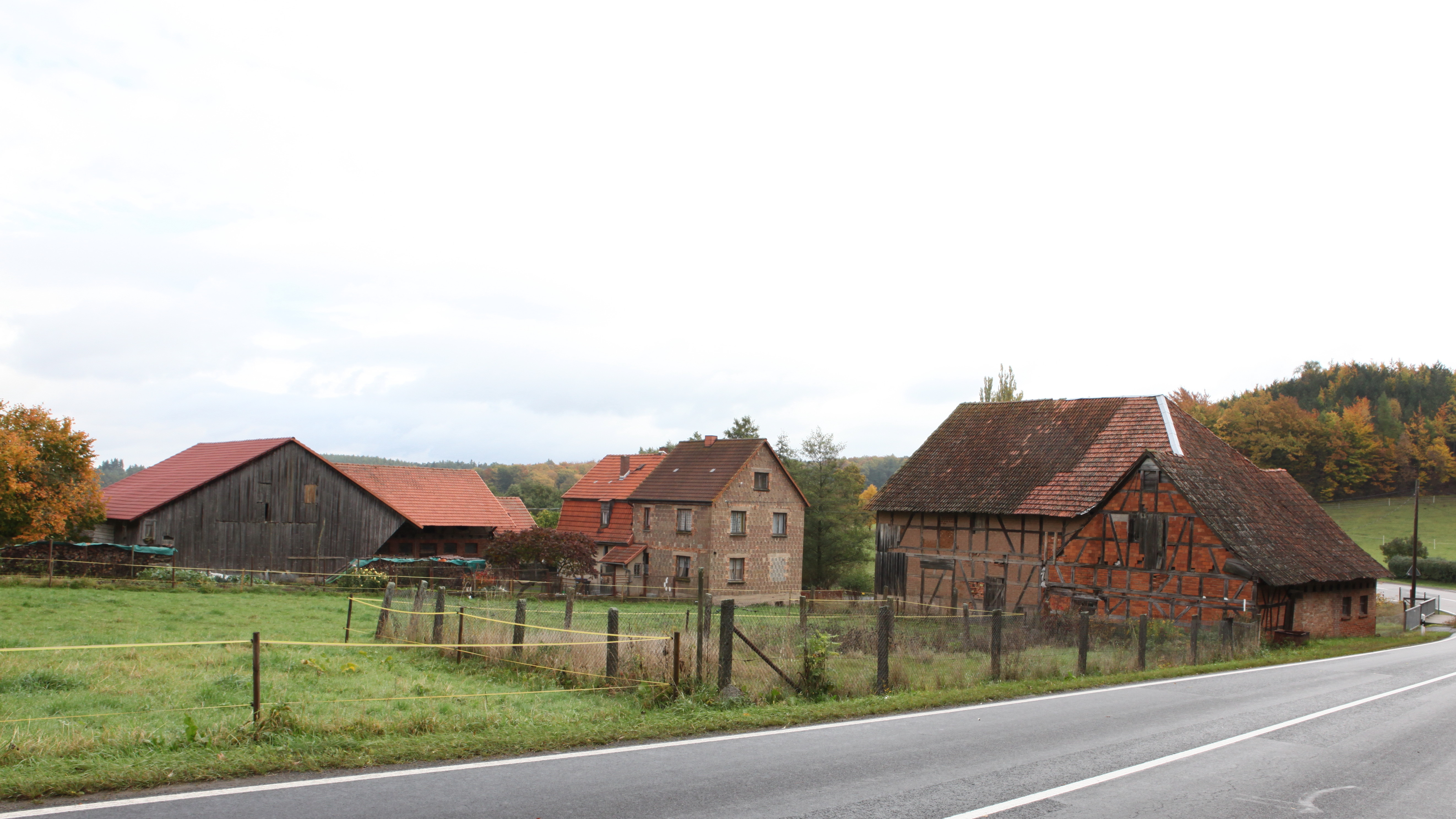
Dörrensolz

Dörrensolz ist eine Ortschaft von Unterkatz, einem Ortsteil der Stadt Wasungen im Landkreis Schmalkalden-Meiningen in Thüringen.
Der Ort liegt zwischen Unterkatz, Oberkatz und Stepfershausen, am Rand des Geba-Bergs in der Nähe des Rhönkulturparks und  an der Landesstraße 1124.

## Geschichte
Dieses Anwesen wurde bereits im Jahre 828 erstmals urkundlich erwähnt. Der Ort im Amt Sand gehörte seit 1680 zum Herzogtum Sachsen-Meiningen.